# کاپا ماهی پرنده
کاپا ماهی پرنده یک ستاره است که در صورت فلکی ماهی پرنده قرار دارد.